# Mette Fugl
Mette Fugl (født 3. februar 1949 i Horsens) er en dansk journalist og forfatter og tidligere ansat på DR Nyheder som udenrigskorrespondent i bl.a. Bruxelles.
Mette Fugl blev student i 1967 og arbejdede som journalistelev på dagbladet Politiken i 1969. Hun var politisk medarbejder på Dagbladet Information 1975-1977, hvorefter hun blev ansat på TV-Avisens politiske redaktion.
I 1984 prøvede hun kræfter med et talkshow på den københavnske lokal-tv-station Weekend-tv, indtil stationen lukkede i 1986. Fra 1992 til 2012 var hun udenrigskorrespondent i Bruxelles for TV-Avisen, hvor hun dækkede EU-stoffet.
Mette Fugl har også dækket andre dele af udenrigsstoffet for TV-Avisen. Det er bl.a. blevet til reportager fra krigen i Afghanistan, Pakistan og krigen i Irak. I januar 2005 rapporterede Mette Fugl fra Tsunami-katastrofen i Banda Ache-provinsen i Indonesien.
Hun er datter af tidligere programdirektør ved Danmarks Radio Sven Fugl (1924–2009) og skoleinspektør Grethe Madsen (1927-97). Hun var fra 1970 til 1974 gift med journalist Birger Thøgersen.
Mette Fugl udgav i efteråret 2008 erindringsbogen Er vi de eneste normale her, som hun skrev sammen med journalistkollegaen Karen Thisted.
Mette Fugl har modtaget adskillige hædersbevisninger og priser i sin karriere. Deriblandt Victor Prisen i 1984, Publicistprisen i 1986, Carsten Nielsen Legatet fra Dansk Journalistforbund i 1991, Den Gyldne Havfrue fra Women In Film & Television, WIFT i 2003, Hvass-fondens rejselegat i 2003 og et hæderslegat fra Axel og Magda Fuhrs Fond i 2006. Hun blev Ridder af Dannebrog i 2003.